# Wandelclub
Een wandelclub is een verzameling van een aantal wandelaars die zich georganiseerd hebben tot een groep.  
Deze sport kent sedert de helft van de twintigste eeuw een gestage opgang en begin van de eenentwintigste eeuw trekken wekelijks tienduizenden de wandelschoenen aan om de nodige kilometers af te stappen.  Er zijn over de hele wereld ook duizenden wandelclubs, waarvan de activiteiten in hoofdzaak dezelfden zijn.  Namelijk: het inrichten van bewegwijzerde wandelingen over verschillende afstanden.  De wandelaar kan bij inschrijving op de startplaats kiezen welke afstand(en) hij of zij wil volgen. Het gekozen parcours kan individueel op eigen tempo afgelegd worden.  In sommige landen is het de gewoonte dat wandelingen in groep gedaan worden.  

## Voordelen wandelclub
Voordelen van het wandelen bij een wandelclub, zijn onder andere: 
- de wandelaar is door zijn inschrijving verzekerd
- het af te leggen parcours is onderverdeeld in verschillende afstanden
- het parcours wordt door de inrichters bewegwijzerd
- op regelmatige afstanden zijn er zogenaamde controles, waar men zijn deelnemerskaart kan laten afstempelen, kan uitrusten, een sanitaire stop kan houden of zich verfrissen.
- doordat de verantwoordelijke inrichters van de wandeling ter plaatse zeer goed bekend zijn, stapt de wandelaar dikwijls langs wegen en paden die hem voorheen niet bekend waren.